# Apeadeiro de Macieirinha
O Apeadeiro de Macieirinha foi uma gare da Linha do Sabor, que servia a localidade de Quinta da Macieirinha, no concelho de Torre de Moncorvo, em Portugal.

## História
Esta interface fazia parte do troço da Linha do Sabor entre Carviçais e Lagoaça, que entrou ao serviço em 6 de Julho de 1927.
Em 1934, a Companhia Nacional dos Caminhos de Ferro, que explorava a Linha do Sabor, ampliou a casa do guarda em Macieirinha, que então tinha a categoria de paragem.
A linha foi encerrada em 1988.